# جون بيرسون (لاعب كرة قدم بريطاني)
جون بيرسون (بالإنجليزية: John Pearson)‏ (23 أبريل 1935 في المملكة المتحدة - ) هو لاعب كرة قدم بريطاني في مركز مهاجم داخلي. لعب مع كوينز بارك رينجرز ونادي برينتفورد ونادي كرولي تاون ونادي كيترينغ تاون وتشيرتسي تاون ‏ ونادي هيلينغدون بورو ونادي دوفر ونادي فوكستون وStevenage Town F.C. ‏.